# 193e division d'infanterie
La Division Nr. 193 est une des divisions d'infanterie de l'armée allemande (Wehrmacht) durant la Seconde Guerre mondiale. Cette division ayant servi principalement de réserve elle est également connue sous le nom de 193. Ersatz-Division.

## Historique
La Division Nr. 193 est formée le 15 octobre 1939 à Amberg en Allemagne dans le Wehrkreis XIII (district militaire XIII), en tant que division de l'Armée de remplacement sous le nom de Kommandeur der Ersatztruppen 2/XIII (commandement des troupes de remplacement 2./XIII).
Le 9 novembre 1939, elle prend le nom de 183. Division et le 28 novembre 1939 le nom de 183. Infanterie-Division. En remplacement du Führung der Ersatztruppen des Kommandeurs der Ersatztruppen 2./XIII est nommé le 29 novembre 1939 à Amberg, la 193. Division. Le 21 décembre 1939, la Division est renommée Division Nr. 193.
Le 14 octobre 1941, la division est déplacée sur Pilsen dans le Protectorat de Bohême et de Moravie. En octobre 1942, la division est transférée sur Prague, également dans le Protectorat de Bohême et de Moravie.
En avril 1945, elle prend le nom de 'Grenadier-Ersatz- und Ausbildungs-Division 193 au sein du Korps Moser dans la 4. Panzerarmee sous les ordres du Heeresgruppe Mitte.

## Organisation

### Commandants
| Date                             | Grade                  | Commandant           |
| -------------------------------- | ---------------------- | -------------------- |
| 25 octobre 1939 - 2 février 1940 | General der Infanterie | Friedrich Gollwitzer |
| 2 février 1940 - 1er mai 1940    | Generalleutnant        | Werner Sanne         |
| 1er mai 1940 - 1er juin 1942     | Generalmajor           | Paul Löhning         |
| 1er juin 1942 - 1er juin 1944    | Generalleutnant        | Wilhelm Behrens      |
| 1er juin 1944 - 8 mai 1945       | Generalmajor           | Eckkard von Geyso    |

## Théâtres d'opérations
- Allemagne : octobre 1939 - octobre 1941
- Tchécoslovaquie et Silésie : octobre 1941 - mai 1945

## Ordres de bataille
Mars 1940
- Infanterie-Ersatz-Regiment 10
- Infanterie-Ersatz-Regiment 46
- Artillerie-Ersatz-Regiment 10
- Panzerjäger-Ersatz-Abteilung 10
- Bau-Ersatz-Bataillon 13
- Kraftfahr-Ersatz-Abteilung 46

Décembre 1943
- Grenadier-Ersatz- und Ausbildungs-Regiment 10
- Grenadier-Ersatz- und Ausbildungs-Regiment 46
- Grenadier-Ersatz- und Ausbildungs-Regiment 296
- Artillerie-Ersatz- und Ausbildungs-Regiment 10
- Pionier-Ersatz- und Ausbildungs-Bataillon 17
- Fahr-Ersatz- und Ausbildungs-Abteilung 13

Avril 1945
- Grenadier-Ersatz- und Ausbildungs-Regiment 46
- Grenadier-Ersatz- und Ausbildungs-Regiment 296
- Artillerie-Ersatz- und Ausbildungs-Abteilung 173
- Grenadier-Ersatz- und Ausbildungs-Bataillon (o) 285